# Valle (departement)
Valle is een departement van Honduras, gelegen in het zuiden van het land aan de Golf van Fonseca. De hoofdstad is Nacaome.
Het departement bestrijkt een oppervlakte van 1665 km² en is daarmee het kleinste departement van het vasteland van Honduras (Islas de la Bahía is kleiner). Valle heeft 180.772 inwoners (2016).

## Gemeenten
Het departement is ingedeeld in negen gemeenten:
- Alianza
- Amapala
- Aramecina
- Caridad
- Goascorán
- Langue
- Nacaome
- San Francisco de Coray
- San Lorenzo

Atlántida · Choluteca · Colón · Comayagua · Copán · Cortés · El Paraíso · Francisco Morazán · Gracias a Dios · Intibucá · Islas de la Bahía · La Paz · Lempira · Ocotepeque · Olancho · Santa Bárbara · Valle · Yoro